# Midden-Atlas

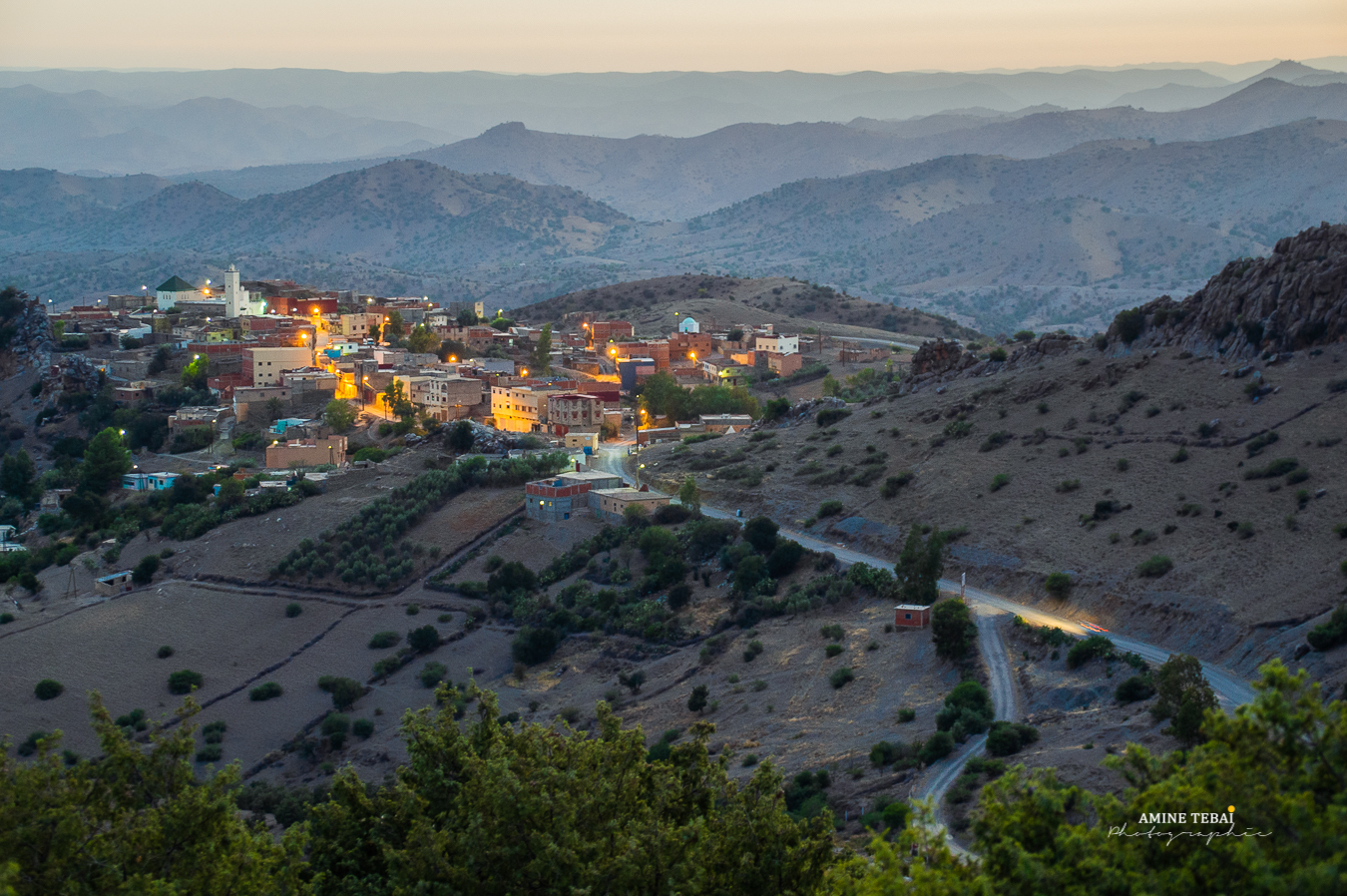
Sidi Mhamed Ben Embarek

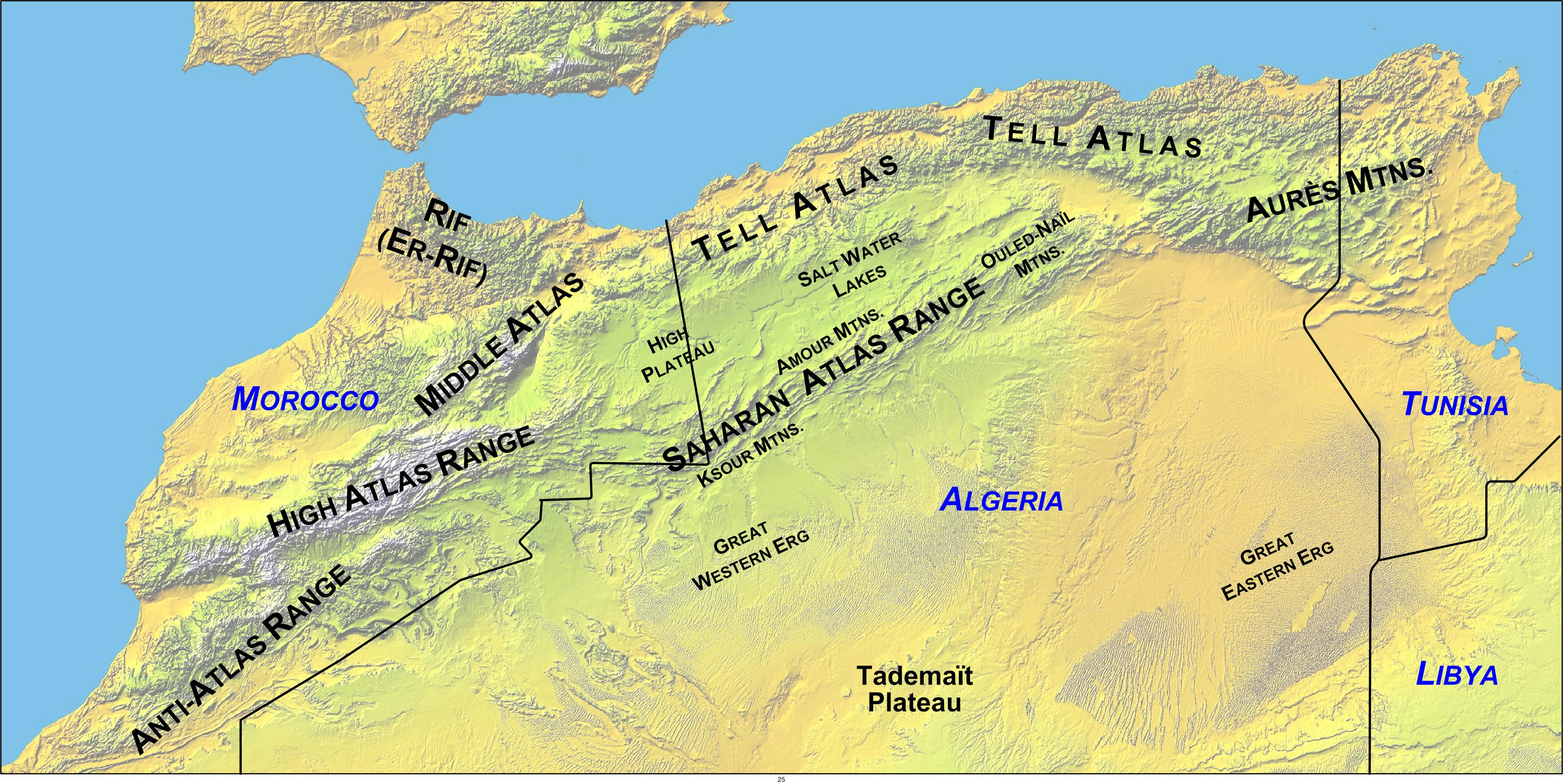
Locatie van de Midden-Atlas, in het noordwesten

De Midden-Atlas, Berber: Atlas Anammas, is een gebergte dat in zijn geheel in Marokko ligt en deel uitmaakt van het Atlasgebergte. Het beslaat een landoppervlakte van 23.000 km² en  maakt 18% van het totale bergachtige oppervlakte in Marokko uit. Het is de noordelijkste van de drie grootste bergketens uit het Atlasgebergte. Zuidelijker liggen de Hoge Atlas en de Anti-Atlas.
De bergen van de  Midden-Atlas bestaan voornamelijk uit kalk- en zandstenen en kennen bergtoppen van boven de 3000 meter. De Midden- en Hoge Atlas worden gescheiden door de rivier de Moulouya en de Oum Er-Rbia, die beide ruim 500 kilometer lang zijn. Het Rifgebergte, dat deel uitmaakt van de Betische cordillera wordt van het gebergte gescheiden door de Sebou, welke zijn bron heeft in de Midden-Atlas. Sneeuw verschijnt alleen 's winters op het gebergte en kan 600 meter boven zeeniveau blijven liggen. Mede dankzij deze sneeuw is de Midden-Atlas relatief toeristisch. Azrou en Missour zijn twee toeristische steden en Ifrane is een wintersportoord.
De berberaap is een makaak die alleen in de cederbossen van het Atlasgebergte leeft en in groepen voorkomt in de Midden-Atlas, tot op een hoogte van 2000 meter.